# (4174) Pikulia
(4174) Pikulia est un astéroïde de la ceinture principale.

## Description
(4174) Pikulia est un astéroïde de la ceinture principale. Il fut découvert le 16 septembre 1982 à Nauchnyj par Lioudmila Tchernykh. Il présente une orbite caractérisée par un demi-grand axe de 3,18 UA, une excentricité de 0,14 et une inclinaison de 2,3° par rapport à l'écliptique.

## Compléments